# Na vannacht
Na vannacht is een nummer van de Nederlandse band Alderliefste uit 1997. Het is de eerste single van hun titelloze debuutalbum.
"Na vannacht" was de eerste eigen single van de band, nadat ze daarvoor vooral covers van bekende hits brachten. Het nummer werd een bescheiden hit in Nederland en bereikte de 16e positie in de Tipparade.

## Tracklijst
- Cd-single

1. "Na vannacht" - 3:03
2. "Ik vraag me af" - 4:15